# Nigella nigellastrum
Nigella nigellastrum là một loài thực vật có hoa trong họ Mao lương. Loài này được (L.) Willk. mô tả khoa học đầu tiên năm 1880.